# Chiesa di San Marco (Vercelli)
L'ex chiesa di San Marco è un edificio gotico che sorge nel centro storico di Vercelli. Fu costruita a partire dal XIII secolo e officiata con l'annesso convento dagli Eremitani di sant'Agostino. Nei secoli successivi importanti famiglie nobiliari, quali i Savoia, gli Avogadro e i Pettenati ne patrocinarono le campagne decorative, tanto che vi lavorarono artisti come Gaudenzio Ferrari, Gian Giacomo da Lodi, Martino Spanzotti. In seguito alle soppressioni napoleoniche la chiesa fu utilizzata per svariati scopi sino a diventare mercato pubblico. Il mercato è stato in funzione sino al 2001, successivamente all'interno della ex chiesa è stata realizzato lo spazio espositivo denominato "Arca" e sono iniziate importanti campagne di restauro che stanno restituendo vasti cicli di affreschi.

## Storia

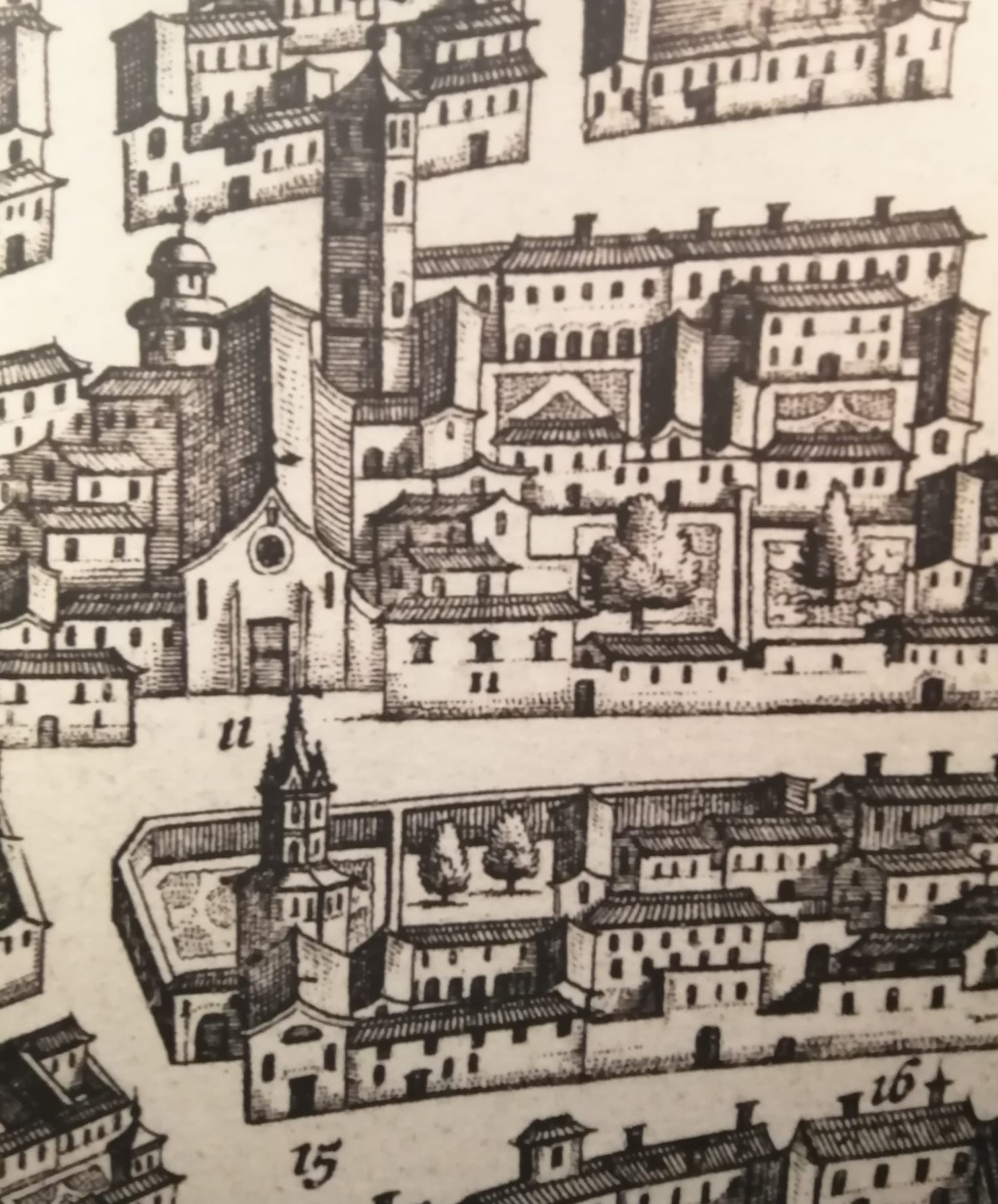
San Marco nella raffigurazione seicentesca del Theatrum Sabaudiae (al n.11)

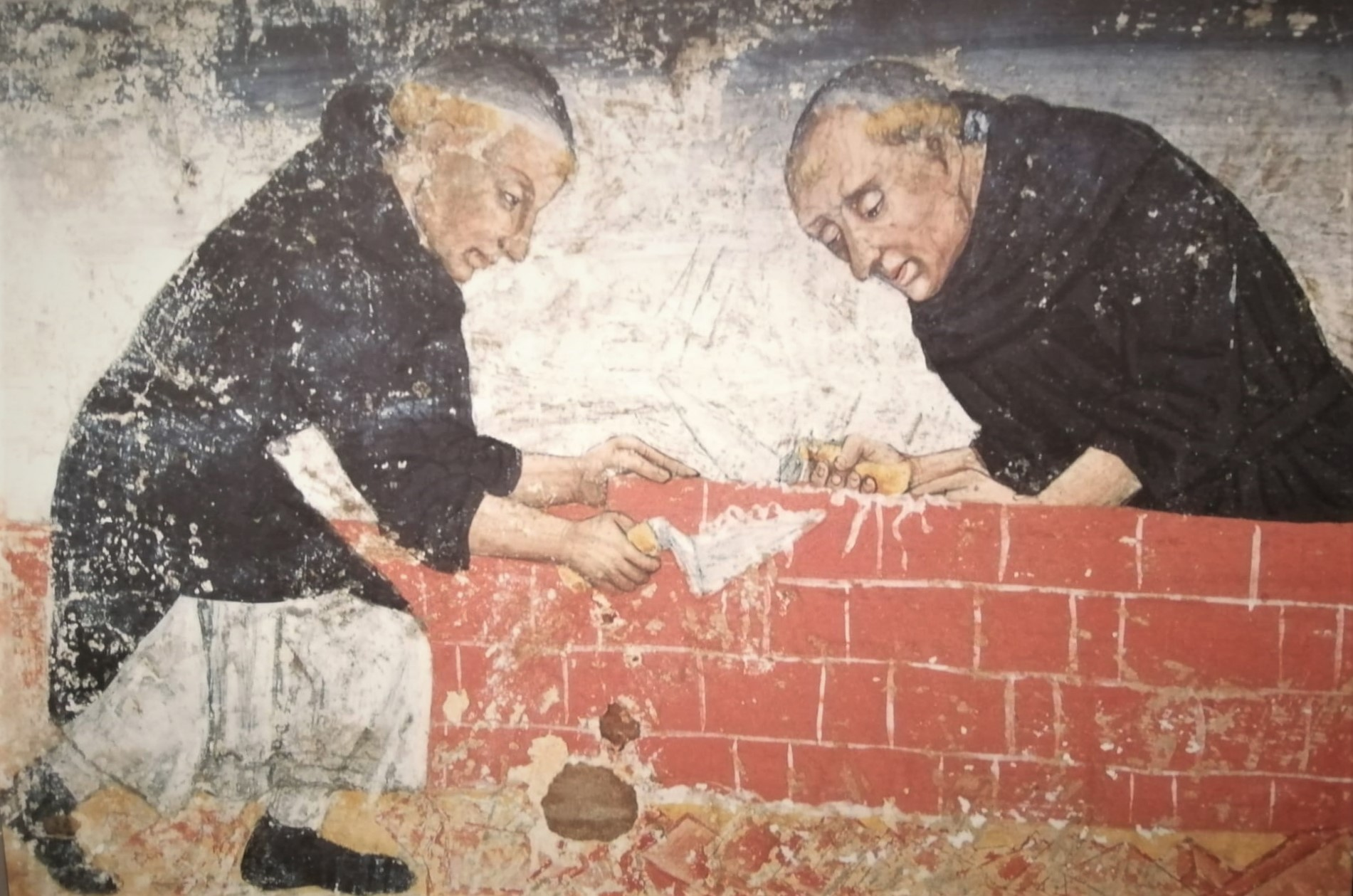
Affresco, oggi conservato al Museo Borgogna, raffigurante i monaci che stanno edificando la chiesa di San Marco.

Il primo nucleo della chiesa di San Marco risale al 1212, anno in cui alcuni frati ottennero la donazione da parte dei fratelli Bellino di "una casa murata e sollariata con aia, corte, orto". I religiosi facevano parte di un gruppo di predicatori evangelici che in seguito confluirono nell'Ordine degli Eremitani di sant'Agostino. Nel 1246 essi avrebbero espresso la volontà di edificare una chiesa dove già prima esisteva un oratorio. Lo scopo era quello di avere a disposizione un luogo più ampio e adeguato alle loro necessità pastorali e alla predicazione. Il 19 agosto del 1246, su sollecito del vescovo Martino, il quale aveva delegato da Biella il prevosto della cattedrale Lantelmo, avvenne la posa della prima pietra. Fin da subito la costruzione della nuova chiesa si rilevò un'impresa ardua, soprattutto dal punto di vista economico, se è vero che nel 1269 papa Clemente IV prima, e nel 1271 l'arcivescovo di Milano Ottone Visconti poi, concessero delle indulgenze a chi avesse contribuito con donazioni al completamento dell'opera. Una seconda fase di costruzione della cosiddetta "chiesa nova", venne eseguita a partire dal 13 maggio 1344 (data riportata su un'iscrizione che si trovava sopra una colonna vicina all'organo) e terminò nel 1479 con l'inclusione di alcune cappelle gentilizie della quarta navata. Nel frattempo la chiesa, il chiostro e il cimitero erano stati consacrati nel 1455 dal vescovo Urbano Bonivardo in presenza del beato agostiniano frate Martino da Curino e dal duca Amedeo IX di Savoia. Si ipotizza che all'interno fosse dotata anche di un pontile o jubè trasversale, molto simile a quello presente in santa Maria del Vezzolano, che divideva la chiesa in due parti: una destinata all'uso dei religiosi, l'altra dei laici. Fu abbattuto poi nel 1571 in linea con le nuove direttive provenienti dal Concilio di Trento. Un discorso a parte merita invece il campanile ottagonale ancora esistente: chiamata comunemente "torrione", fu a lungo ritenuto l'antica torre degli Avogadro ma in realtà fu edificato a sostituzione di una semplice struttura collocata presso l'antico cimitero. Dopo essere stata utilizzata nel gennaio del 1798 come ricovero della cavalleria francese di passaggio, la chiesa fu chiusa al culto nel gennaio dell'anno successivo (1799), oberata dai debiti accumulati a causa delle pesanti tassazioni sui beni degli Ordini religiosi, tanto che il 26 febbraio 1801 la Commissione esecutiva del Piemonte decretava la soppressione del convento di San Marco. Successivamente passò dalle mani della famiglia Marelli (1805) a quella degli Avogadro di Casanova (1817). L'attuale facciata fece perdere ogni connotazione di sacralità. Dalla metà dell'Ottocento San Marco venne affittato dal Comune, subendo diverse destinazioni d'uso: rifugio per le truppe di cavalleria e dal 1856 mercato del vino. Nel 1869 sia la chiesa che il convento vennero acquistate da Leon Davide Pugliese-Levi che li cedette poi al Comune. Infine, nel 1883, l'ingegner Ettore Tartara ideò il progetto per ospitare il mercato ortofrutticolo che da quel momento per tutti i vercellesi divenne il "Serraglio".  Il mercato coperto è stato in funzione sino al 2001, successivamente all'interno della ex chiesa è stata realizzata lo spazio espositivo denominato "Arca".

## Descrizione

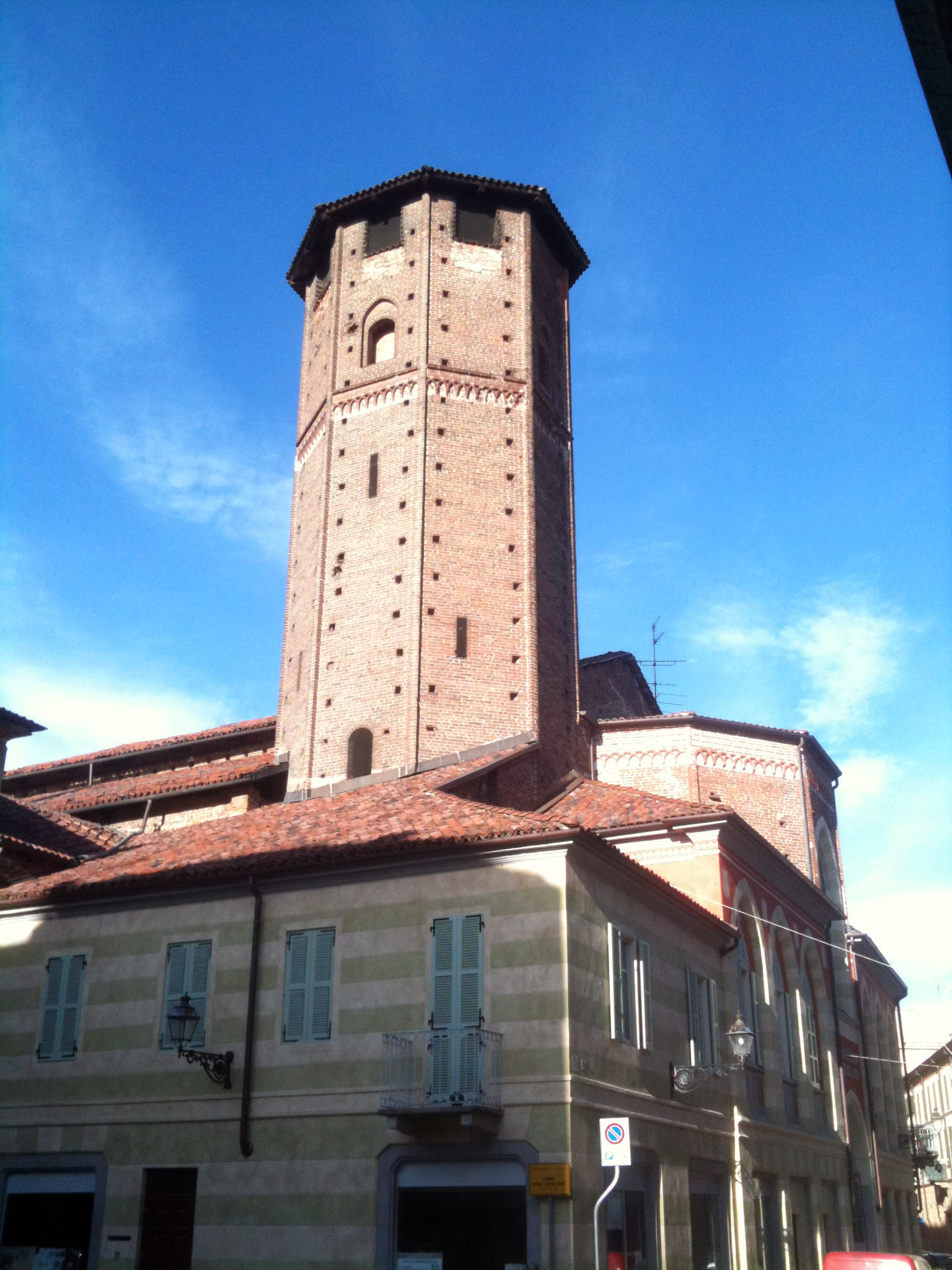
Il campanile

La chiesa gotica, a pianta basilicale, si compone di tre navate, delle quali la centrale è di larghezza maggiore delle laterali. Le volte a crociera sono sorrette da pilastri: partendo dalla facciata vi sono dapprima colonne cilindriche seguite verso l'abside da pilastri quadrati alternati ad altri cruciformi. Le chiavi di volta ai termini dei costoloni delle volte sono a forma di borchie circolari, molte di esse sono decorate. La navata centrale inoltre termina con una campata in più rispetto alle laterali e si conclude con l'abside: questa è coperta da una bella volta costolonata, la chiave di volta curiosamente è spostata a sinistra rispetto all'asse della chiesa. In linea generale la struttura è ancora ben conservata e riconoscibile, seppure dalla posa della prima pietra nel 1266 ad oggi si sono susseguite tutta una serie di modifiche strutturali e d'uso. Ad esempio dell'antica facciata, preceduta ancora oggi da una piazzetta detta di San Marco, non rimane nulla se non un'illustrazione seicentesca del Theatrum Sabaudiae. Infatti ridotta la chiesa a uso profano, la facciata fu modificata per non ricordarne la precedente funzione sacra, come prevedeva il Regolamento di pubblico ornato del 1833. Ma la modifica più radicale avvenne con il progetto comunale di trasformazione in mercato pubblico nel 1883. Si rese necessaria l'apertura di tre grandi finestroni per agevolare illuminazione e aerazione dello spazio, assumendo così la facciata le attuali forme, su progetto di Giuseppe Locarni. Furono apposte l'iscrizione "Mercato pubblico MDCCCLXXXIV" e gli stemmi civici. Il progetto del Tartara comportò anche l'asportazione del pavimento originario per la creazione delle cantine per le merci e il rialzo conseguente del piano di calpestio. Per quanto riguarda invece l'abside. già precedentemente sfondata per l'apertura di un passo carraio, il progetto proposto dal Comune ne prevedeva la totale demolizione per allargare la via retrostante e garantire illuminazione alla chiesa.  Ma grazie alla ferma opposizione del collezionista Camillo Leone e dell'intervento del Ministero della Pubblica Istruzione che ne dichiarò "la conservazione dell'edificio a beneficio del patrimonio e della storia artistica della Nazione", l'abside fu salvata dalla demolizione.

### La quarta navata
Aggiunta nel XV secolo e adiacente alla navata sinistra, allo stato attuale è separata dal corpo della chiesa da tamponature sagomate a nicchia. Ospitava una serie di cappelle gentilizie riccamente decorate, tra le quali la cosiddetta "cappella Pettenati", dedicata a San Nicola da Tolentino, edificata a partire dal 1456 per volere del patrizio Francesco Pettenati. Già ridotta a usi profani prima della sconsacrazione della chiesa, è stata in parte acquistata nel 2009 dal Comune per salvaguardane e recuperarne le decorazioni. Nel 2022, dopo un lungo restauro, è stata ricollegata la Cappella Pettenati alla chiesa, abbattendo la tamponatura muraria esistente. I restauri hanno riportato alla luce una raffigurazione di San Nicola da Tolentino, scene della vita del Santo, decorazioni a grottesche e parte della originaria decorazione della volta, costituita da un cielo blu lapislazzuli. 

### Il campanile
A lungo ritenuta la torre superstite di un castello della famiglia Avogadro, il campanile con l'abside gotica forma un suggestivo scorcio su via Verdi. Databile al XIII secolo è di forma ottagonale e non ha subito rimaneggiamenti. Decorata da una sola fila di archetti pensili intrecciati e da una semplice lesena di rinforzo agli angoli, termina in tronco, incompleta. La critica più recente ha evidenziato analogie con il campanile dell'Abbazia di Lucedio.

### Il monastero
Nel corso dei secoli il convento si ampliò e i suoi edifici si svilupparono sul lato destro della chiesa. Nella parte retrostante della chiesa c'era il cimitero. L’antico convento, dopo la soppressione degli ordini religiosi, fu venduto a Baldassarre Avogadro di Casanova. Nel 1869 ne divenne proprietario Leon Davide Pugliese Levi. Questi incaricò nel 1874 Giuseppe Locarni di restaurare e rinnovare il palazzo e il pittore Carlo Costa di decorarlo. Da segnalare un elegante scalone barocco opera settecentesca dell'architetto Barberis.

### Le cappelle gentilizie
Nel corso della sua storia la chiesa di San Marco ha ospitato numerose cappelle e altari che spesso cambiavano intitolazione a seconda delle vicende delle famiglie gentilizie che le avevano commissionati. Un’iscrizione del 1478 posta sulla colonna davanti all’organo documentava l’esistenza di dieci cappelle che salirono a 18 nel 1584. In quell’anno avvenne una "Visitatio ecclesie Monasterii Sancti Marci fratrum heremitarum" voluta da papa Gregorio XIII il quale aveva nominato Carlo Borromeo Visitatore della diocesi di Vercelli in cui si descrive con dovizia di particolari lo stato e la composizione delle cappelle allora esistenti. Tra le famiglie patrocinanti più importanti spiccavano gli Avogadro e i Pettenati. Dalla relazione della Visita apostolica risulta che i primi erano allocati nella Cappella Maggiore e in altre situate nella navata sinistra. I secondi invece avevano occupato la quarta navata a sinistra (aggiunta nella seconda metà del ‘400) dove erano posti gli altari dedicati a San Defendente e a San Nicola di Tolentino. Nella cappella di San Nicola di Tolentino si sono salvati alcuni frammenti di un interessante ciclo di affreschi, databili attorno al 1494 e raffiguranti la vita e i miracoli del Santo. Sempre nella quarta navata si trovano le cappelle di Santa Dorotea e dei Santi Leonardo ed Elena. Nella prima Gerolamo Giovenone con i suoi fratelli Giovanni, Pietro e Giuseppe nel 1519 dipinsero un’ancona per volontà di Giovanni Battista Avogadro di Valdengo. Nella seconda la famiglia Nargaria si rivolse al pittore Cristoforo Moretti per una Maestà eseguita tra il 1470 e il 1472. In epoca barocca la decorazione della chiesa venne aggiornata in base ai nuovi gusti e anche molti altari furono rinnovati. E sono proprio due gli altari barocchi, smantellati all'atto di sconsacrazione della chiesa che furono ricollocati in altre chiese cittadine: l'altare maggiore in marmo oggi si trova in San Michele, mentre un altro altare in San Lorenzo. 

### Gli affreschi restaurati
Con la nuova destinazione d'uso dell'ex chiesa quale sede per mostre e iniziative culturali è iniziato un lungo lavoro di recupero della struttura e degli affreschi, preceduto da campagne conoscitive realizzate nel 2008 dal Centro Conservazione e Restauro di Venaria Reale. Tali campagne hanno evidenziato la presenza in gran parte delle volte e delle pareti, comprese quelle della quarta navata, di decorazioni nascoste dall'intonaco color ocra che ricopre tutte le superfici interne. 
Nella navata destra sono stati restaurati i seguenti affreschi: 
- Nella prima campata destra sono venuti alla luce un ricco ciclo di affreschi aventi come soggetto principale la figura di Maria[12]. I dipinti murali della volta, databili verso il 1480 e con ogni probabilità opera di una bottega novarese, raffigurano scene della vita della Vergine distribuite a coppie di due sulle singole vele, separate queste ultime da costoloni riccamente decorati. Ogni vela presenta, affiancati, due episodi. Nella parete sottostante è emerso un altro affresco che rappresenta l’albero di Jesse[13], un’allegoria della discendenza di Maria, che trae origine dal libro del profeta Isaia dell’Antico Testamento. Anche in questo caso l’autore è anonimo mentre la datazione, secondo i primi rilevamenti, è posteriore di una decina di anni rispetto a quella della cappella della Natività, dunque collocabile sul finire del ‘400. Si tratta di un soggetto piuttosto raro in pittura, che riprende un’iconografia già consolidata in ambito medioevale: dal petto del Patriarca Jesse, qui non visibile, nasce un albero i cui rami circondano con i loro viluppi personaggi biblici, ornati da cartigli con scritte didascaliche in latino. In cima troneggia la Vergine che tiene in braccio i Bambino. La parte inferiore invece risulta mutila.

- Nella terza campata destra è stato riportato alla luce[14], sulla volta, il ciclo pittorico con Episodi della vita di sant'Agostino[15]. Databile alla fine del XV secolo e molto ben conservato e leggibile racconta la storia di Sant’Agostino, dalla nascita fino al battesimo per mano di Sant’Ambrogio. L'attribuzione è in fase di studio, ma risale quasi certamente a un periodo tra il 1470 e il 1480, e la mano dovrebbe appartenere alla scuola lombarda, in ambito lodigiano.
- Nell'ultima campata destra è stata restaurata una decorazione geometrica sulla volta mentre nel sottarco di accesso al presbiterio un capitello di arenaria scolpito con lo stemma del casato dei Visconti. Due serpenti si attorcigliano inghiottendo il Moro infedele. Restano i segni della policromia blu e rossa, ovvero i colori dello stemma dei Visconti, e le iniziali visibili nel cartiglio centrale: IO/LV.

Nella navata sinistra:

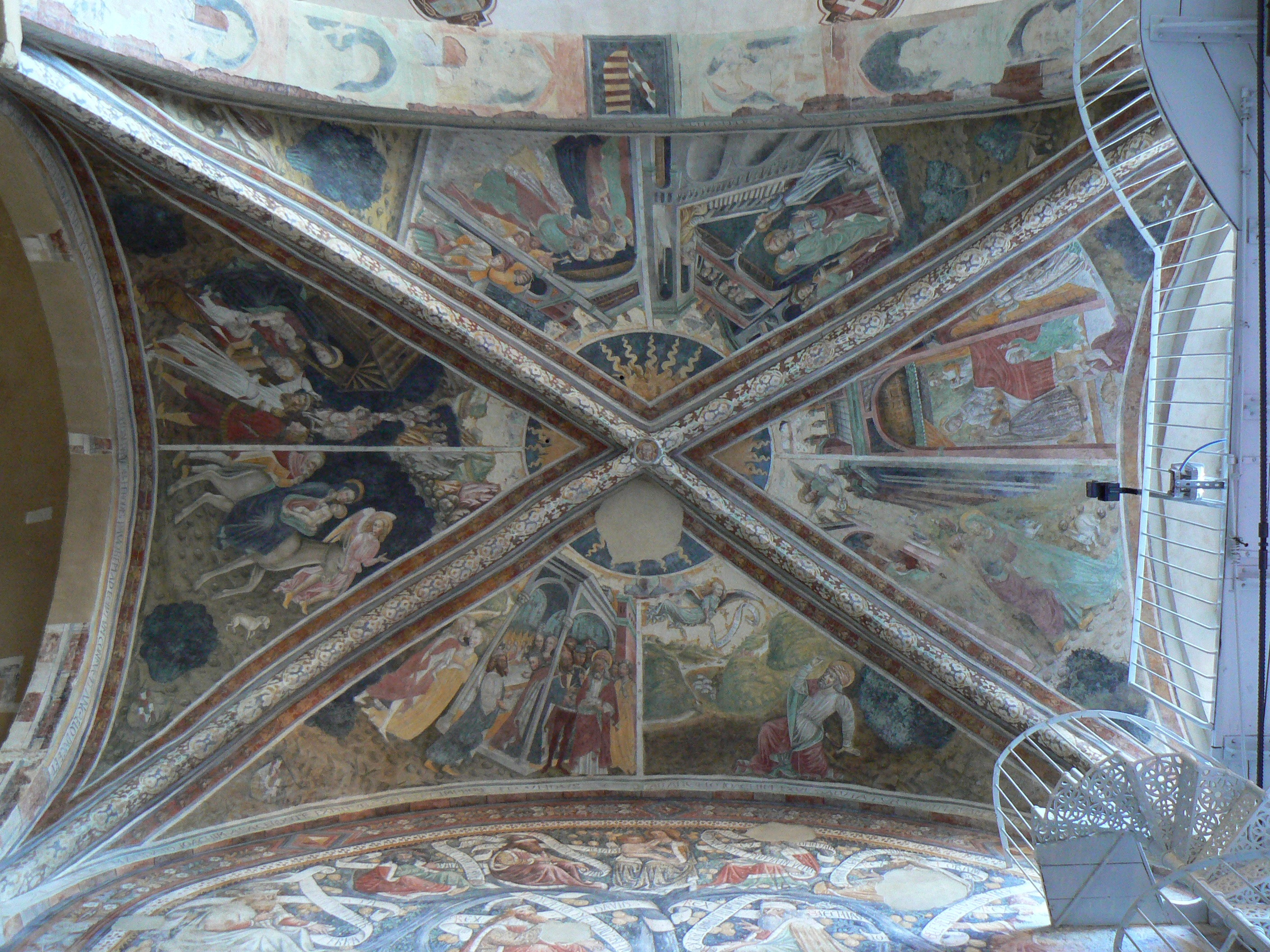
Particolare della volta della prima campata destra, con affrescate scene della vita di Maria.

- Sulla parete di fondo dell'ultima campata della navata sinistra è stato recuperato un affresco di Sant’Antonio, dipinto seguendo l’iconografia della Madonna della Misericordia[16], che accoglie i fedeli sotto il suo manto, realizzato precedentemente rispetto agli altri apparati pittorici sinora emersi. Sulla volta inoltre sono state recuperate altre decorazioni geometriche.
- Un dipinto murale «Madonna con Bambino, santi e donatore» attribuito a Giovanni Martino Spanzotti.

Sulla prima campata centrale invece, è stata riportata alla luce una elegante decorazione geometrica e a fasce colorate alternate, presente anche in altre volte a crociera. Nella prima in particolare, sono raffigurati gli stemmi del beato Amedeo IX, Duca di Savoia e della consorte Jolanda di Francia, che finanziarono le campagne decorative della chiesa. Indizio importante per datare le pitture e che ne testimoniano la raffinata committenza. 

## ARCA e le mostre internazionali
Progettata dall'architetto torinese Ferdinando Fagnola, Arca è uno spazio espositivo di proprietà comunale dentro il quale vengono raccolte e protette le opere d'arte. Inaugurata nel 2007, in occasione della mostra "Peggy Guggenheim e l'immaginario surreale", Arca è presto diventato un punto di riferimento stabile per l'organizzazione di eventi culturali. Dal punto di vista strutturale il contenitore ha una forma elementare: è infatti un parallelepipedo situato lungo la navata centrale della ex chiesa, ma non ne occupa tutta la lunghezza. Al fine di non danneggiare le parti dell'edificio che la ospita, è semplicemente appoggiata al pavimento: non ha punti di contatto né con le colonne né con le pareti ed è autoportante. Infine presenta una copertura di vetro trasparente che dall'interno consente la visione delle volte della chiesa. Grazie a queste caratteristiche determina due differenti spazi: uno circoscritto da Arca stessa, dotato di tutte le tecnologie certificate dagli standard internazionali, volte a garantire la massima sicurezza per le opere d'arte, e un secondo, più ampio, costituito dalle navate laterali e dall'intera abside, disponibile per eventi. Dopo un ciclo di cinque mostre organizzate in collaborazione con la fondazione Peggy Guggenheim Collection, successivamente Arca ha ospitato altre importanti mostre, come ad esempio: "Wassily Kandisky. L'artista come scismano", la "Biennale dell'arte Italia Cina", "Il Rinascimento di Gaudenzio Ferrari", "La Magna Charta. Guala Bicchieri e il suo lascito", "100%Italia. Cent'anni di capolavori", "I segreti della Vercelli medievale", "Francesco Messina. Prodigi di bellezza. 120 opere a 120 anni dalla nascita", "Giacomo Manzù. La scultura è un raggio di luna". 

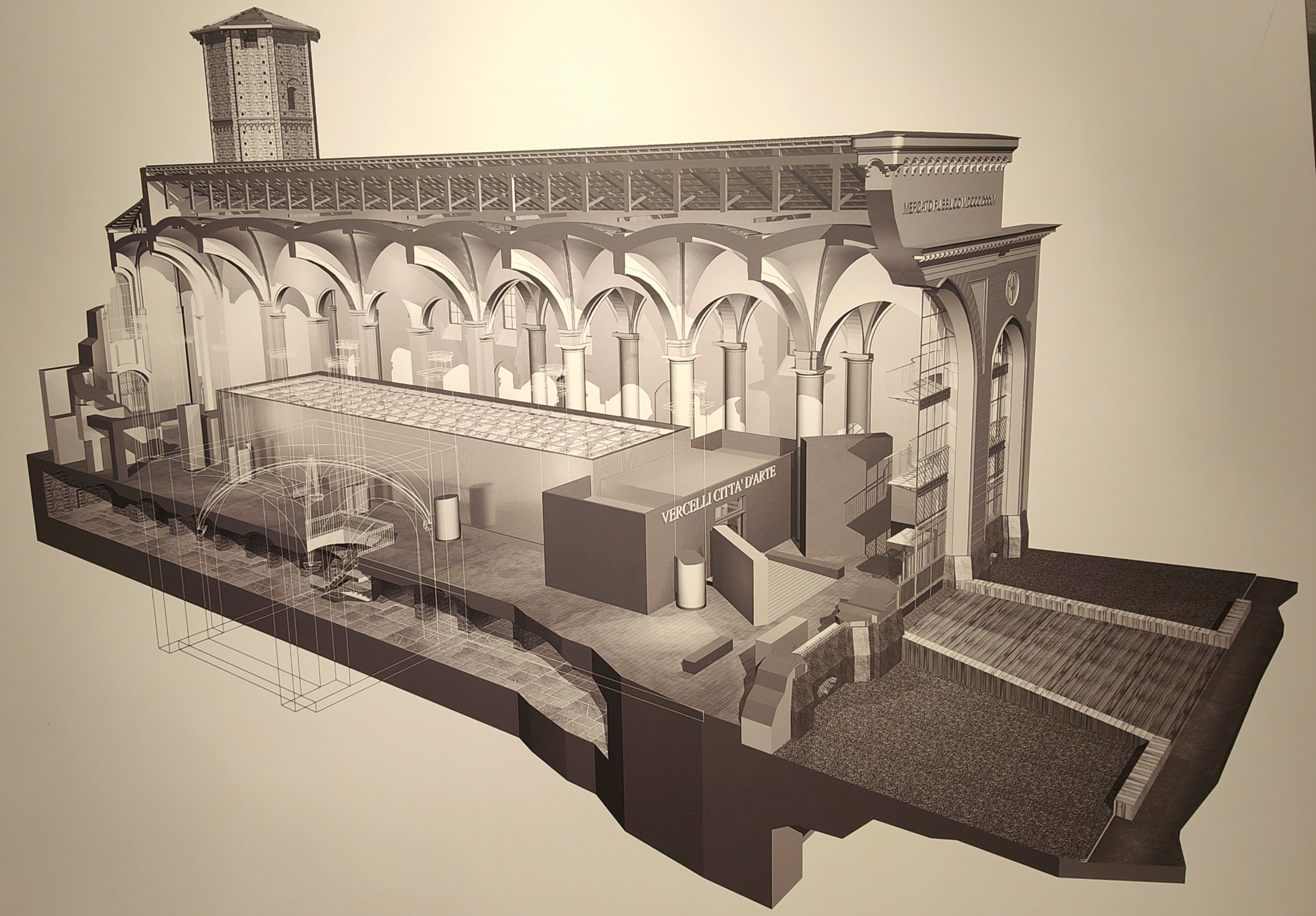
Progetto realizzato dall'Arch. torinese Ferdinando Fagnola (2007) per lo spazio espositivo interno, montato e in uso: parallelepipedo di 23,90x 6,60 mt.; sviluppo lineare 66,90; superficie 281mq. (dei quali 190.74mt. calpestabili)
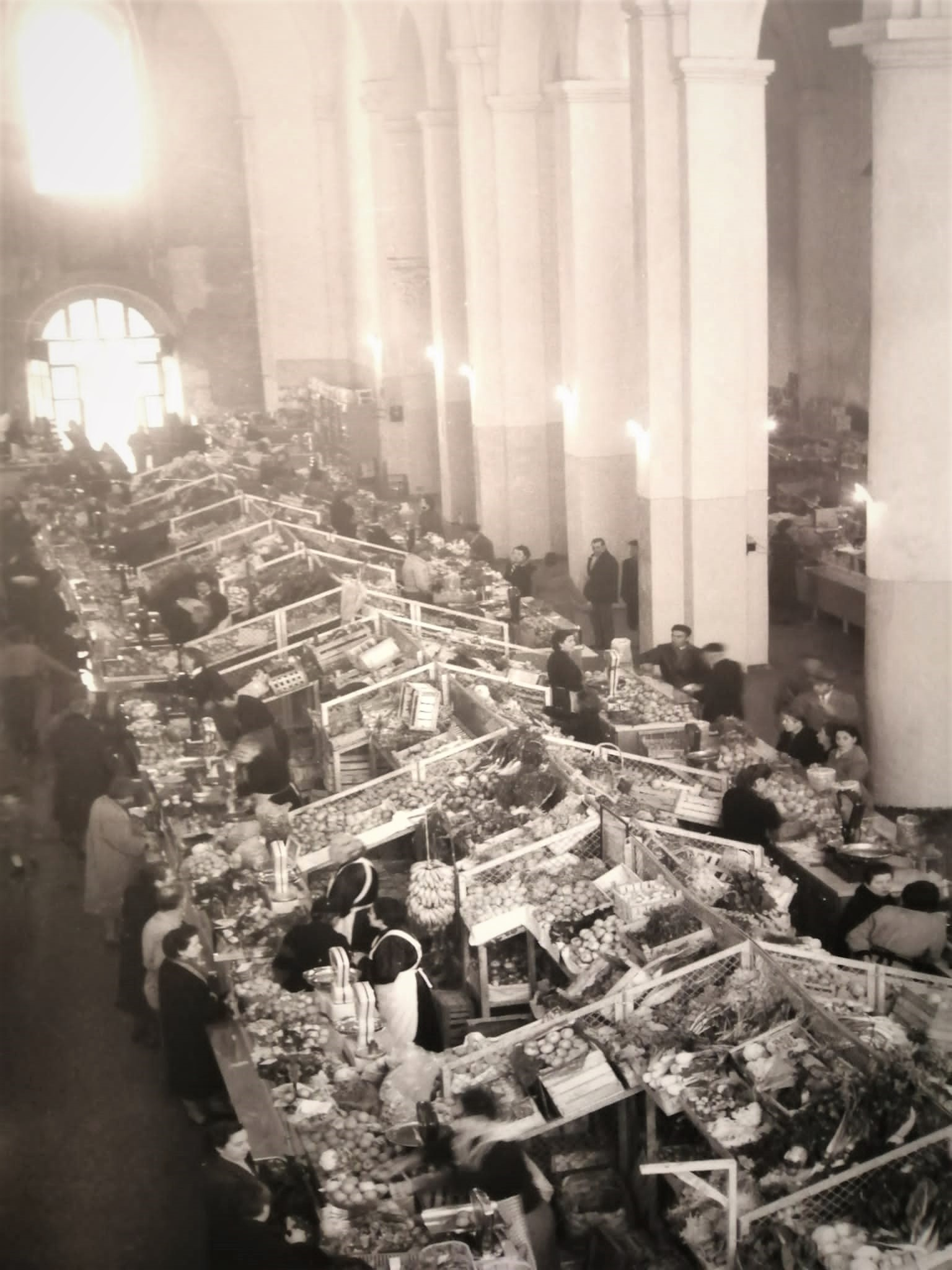
Il mercato pubblico all'interno della ex chiesa, metà del '900.
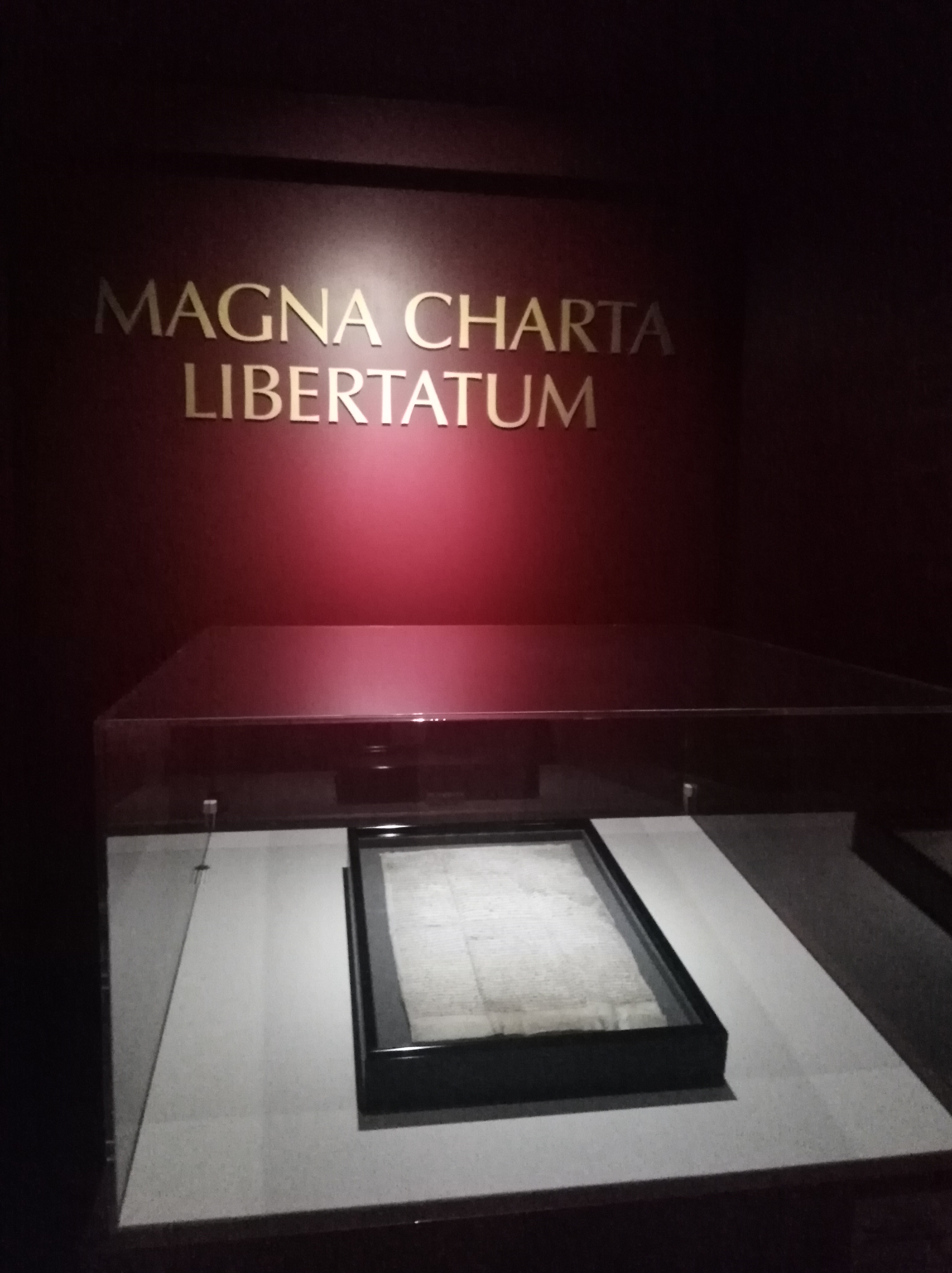
Copia della Magna Charta, versione del 1216, esposta in ARCA in occasione degli 800 anni della Basilica di Sant'Andrea.
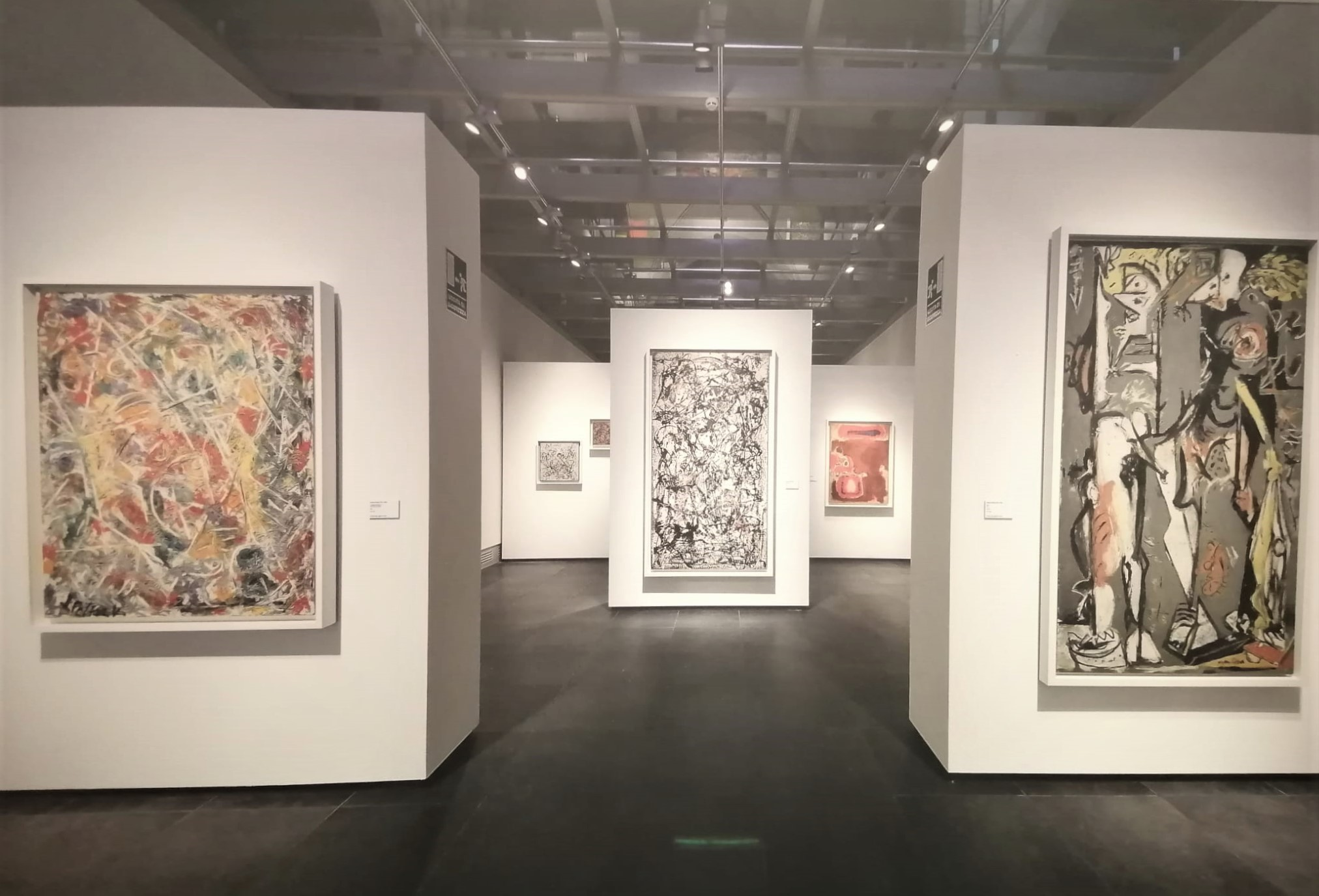
Veduta di ARCA in occasione di una mostra organizzata con la Fondazione Guggenheim di Venezia.
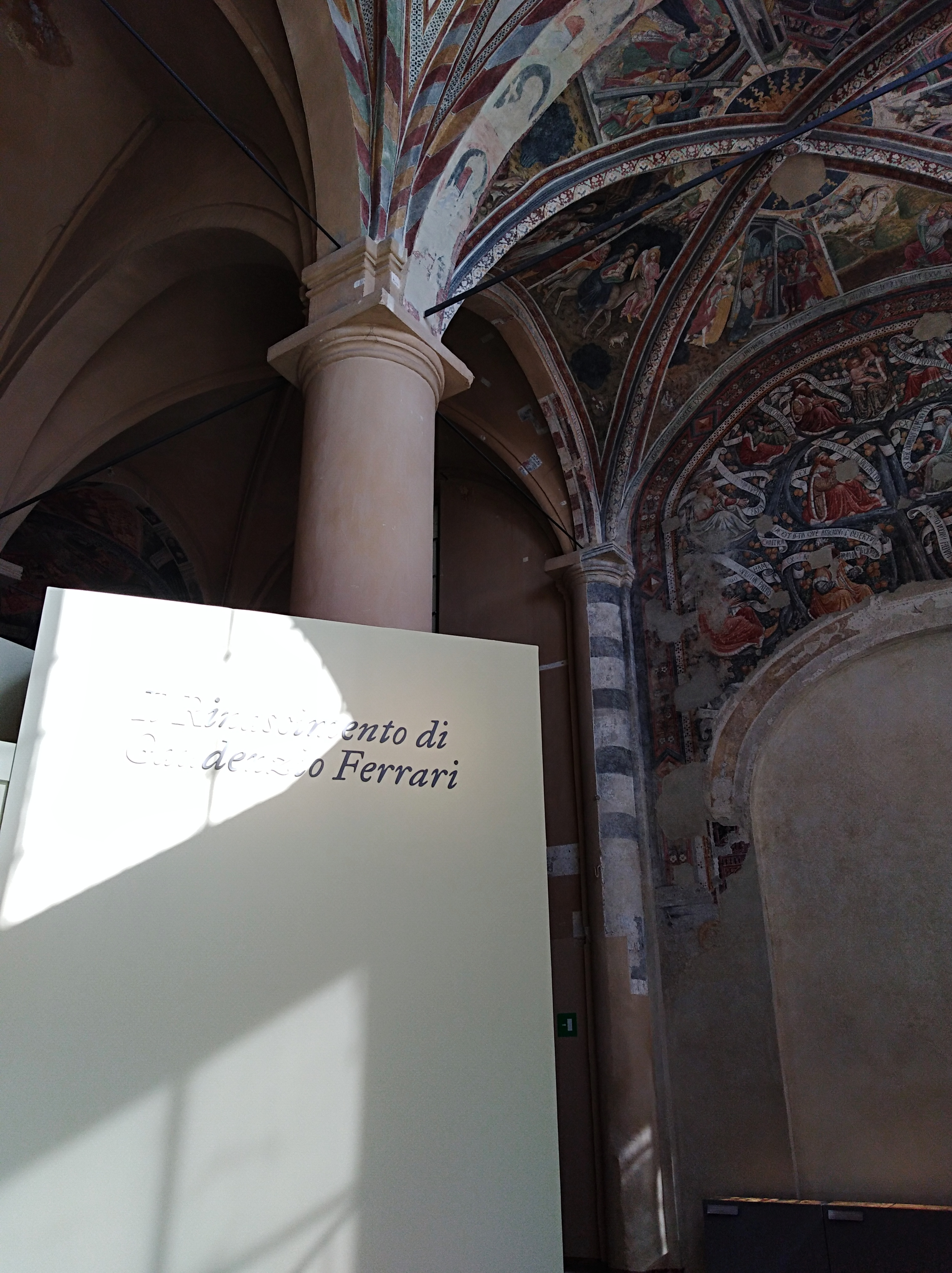
Ingresso di ARCA con vista sugli affreschi della prima campata.